# Місце бою куренів Директорії та Богунського полку
Місце бою куренів Директорії УНР та Богунського полку або Обеліск бійцям Богунського полку — пам'ятник історії місцевого значення у Чернігові.

## Історія
Рішенням виконкому Чернігівської обласної ради народних депутатів трудящих від 31.05.1971 року за № 286 пам'ятному знаку надано статус пам'ятника історії місцевого значення з охоронним № 11 під назвою Місце розгрому петлюрівців Богунським полком 1-ї української радянської дивізії у січні 1919 року. Пам'ятний знак має власну «охоронну зону», згідно з правилами забудови та використання території.
Наказом Департаменту культури та туризму, національностей та релігій Чернігівської обласної державної адміністрації від 12.11.2015 року за № 254 для пам'ятника історії використовується нова назва — Місце бою куренів Директорії та Богунського полку.

## Опис
Пам'ятний знак розташований на лівому березі річки Десна — безпосередньо на північ від перехрестя проспекту Миру та вулиці Старий вокзал — на південній периферії міста перед Київським мостом
Розташований на місці вирішального бою Богунського полку 1-ї Української радянської дивізії та Армії Української Народної Республіки за контроль над містом Черніговом. 12 січня 1919 року Богунський полк розгорнув наступ на Чернігів, який був під контролем Армії Директорії УНР. 2-й та 3-й батальйони богунців, наступаючи зі сходу, захопили пристань на Десні, а незабаром і центр міста. 1-й батальйон наступав із південного боку. Армія УНР, оточена з усіх напрямків, спробувала прорватися із Чернігова через міст, але була розгромлена на лівому березі Десни.
Під час взяття Чернігова Богунським полком, 5-й панцирний дивізіон Армії УНР у повному складі перейшов на бік більшовиків. Цей дивізіон прибув із Харкова до Чернігова. Майже всі старшини та козаки дивізіону належали до партії Українських соціал-революціонерів (боротьбистів) і відверто симпатизували більшовикам. Усі сім панцерників та автомобілі з 5-ї автоколони (40 вантажівок) перейшли у розпорядження 1-ї Української дивізії Радянських військ.
При взятті міста, в полон потрапив 2-й курінь 3-го полку сірожупанників та амуніція 2-го полку. Було захоплено дві гармати та майже все військове майно другого полку.
Згідно з іншою версією бою на лівому березі Десни, війська 5-го армійського корпусу Армії УНР під командуванням губернського коменданта полковника Потапа Карповича Бондаренка при відступі з Чернігова змогли відбитися від 1-го батальйону Богунського полку та відійти у бік Києва: на Козелець. Ар'єргард 5-го армійського корпусу Армії УНР, представлений 20-м кінним Павлоградським полком, був наздогнаний 1-ю Українською радянською дивізією в селі Красному, де відбувся ще один бій.
12 січня 1919 року частини Сірожупанної та 9-ї дивізій (всього — близько 450 бійців) Армії УНР після триденних запеклих боїв з московськими загарбниками змушені були залишити Чернігів.
У 1949 році на місці бою було встановлено бетонний обеліск. У верхній частині розташоване рельєфне зображення зірки. На обеліску було закріплено табличку «відважні богунці розгромили петлюрівців і звільнили Чернігів». Так радянська влада викривлювала історію, зобразивши петлюрівців загарбниками, а богунців визволителями. Табличку було демонтовано.
На Валу розташована братська могила червоноармійців Богунського полку, які загинули в бою 12 січня 1919 року.